# Campionati europei di atletica leggera 2016 - 100 metri piani maschili
I 100 metri piani maschili ai campionati europei di atletica leggera 2016 si sono svolti tra il 6 ed il 7 luglio 2016.

## Record
Prima di questa competizione, il record del mondo (RM), il record europeo (EU) ed il record dei campionati (RC) sono i seguenti:
| Record                | Prestazione | Atleta                      | Data                             | Competizione                                |
| --------------------- | ----------- | --------------------------- | -------------------------------- | ------------------------------------------- |
| Record mondiale       | 9"58        | Usain Bolt Giamaica         | 16 agosto 2009 Berlino, Germania | Campionati del mondo 2009                   |
| Record europeo        | 9"86        | Francis Obikwelu Portogallo | 22 agosto 2004 Atene, Grecia     | Giochi della XVIII Olimpiade                |
| Record europeo        | 9"86        | Jimmy Vicaut Francia        | 4 luglio 2015 Saint-Denis        | Meeting Areva, Diamond League               |
| Record dei campionati | 9"99        | Francis Obikwelu Portogallo | 8 agosto 2006 Göteborg, Svezia   | Campionati europei di atletica leggera 2006 |

## Programma
| Data          | Ora   | Turno      |
| ------------- | ----- | ---------- |
| 6 luglio 2016 | 12:40 | 1º turno   |
| 7 luglio 2016 | 18:00 | Semifinali |
| 7 luglio 2016 | 19:50 | Finale     |

## Risultati

### 1º turno
Passano alle semifinali i primi tre atleti di ogni batteria (Q) e i quattro atleti con i migliori tempi tra gli esclusi (q).

#### Batteria 1
| Posizione | Corsia | Nome                  | Nazionalità   | Tempo           | Note |
| --------- | ------ | --------------------- | ------------- | --------------- | ---- |
| 1         | 8      | Richard Kilty         | Gran Bretagna | 10"24           | Q    |
| 2         | 7      | Hensley Paulina       | Paesi Bassi   | 10"36           | Q    |
| 3         | 4      | Ángel David Rodríguez | Spagna        | 10"40           | Q    |
| 4         | 6      | Marek Niit            | Estonia       | 10"48           |      |
| 5         | 5      | Giovanni Galbieri     | Italia        | 10"48           |      |
| 6         | 2      | Jakub Matúš           | Slovacchia    | 10"51           |      |
| 7         | 3      | Carlos Nascimento     | Portogallo    | 10"54           |      |
|           |        |                       |               | Vento: +0,5 m/s |      |

#### Batteria 2
| Posizione | Corsia | Nome                   | Nazionalità | Tempo           | Note    |
| --------- | ------ | ---------------------- | ----------- | --------------- | ------- |
| 1         | 6      | Solomon Bockarie       | Paesi Bassi | 10"26           | Q       |
| 2         | 4      | Alex Wilson            | Svizzera    | 10"30           | Q       |
| 3         | 3      | Jan Veleba             | Rep. Ceca   | 10"30           | Q       |
| 4         | 2      | Przemyslaw Slowikowski | Polonia     | 10"35           | q       |
| 5         | 7      | Denis Dimitrov         | Bulgaria    | 10"57           |         |
| 6         | 8      | Volodymyr Suprun       | Ucraina     | 10"58           |         |
| -         | 5      | Kevin Moore            | Malta       | dq              | R 162.7 |
|           |        |                        |             | Vento: +0,8 m/s |         |

#### Batteria 3
| Posizione | Corsia | Nome                 | Nazionalità   | Tempo           | Note |
| --------- | ------ | -------------------- | ------------- | --------------- | ---- |
| 1         | 5      | Ramil Guliyev        | Turchia       | 10"21           | Q    |
| 2         | 7      | Ojie Edoburun        | Gran Bretagna | 10"24           | Q    |
| 3         | 3      | Massimiliano Ferraro | Italia        | 10"26           | Q    |
| 4         | 2      | Rytis Sakalauskas    | Lituania      | 10"37           | q    |
| 5         | 4      | Diogo Antunes        | Portogallo    | 10"51           |      |
| 6         | 8      | Markus Fuchs         | Austria       | 10"56           |      |
| -         | 6      | Vitaliy Korzh        | Ucraina       | dnf             |      |
|           |        |                      |               | Vento: +1,9 m/s |      |

#### Batteria 4
| Posizione | Corsia | Nome                | Nazionalità | Tempo           | Note |
| --------- | ------ | ------------------- | ----------- | --------------- | ---- |
| 1         | 3      | Filippo Tortu       | Italia      | 10"25           | Q    |
| 2         | 8      | Lucas Jakubczyk     | Germania    | 10"35           | Q    |
| 3         | 4      | Ján Volko           | Slovacchia  | 10"42           | Q    |
| 4         | 7      | János Sipos         | Ungheria    | 10"45           | q    |
| 5         | 5      | Remigiusz Olszewski | Polonia     | 10"46           | q    |
| 6         | 2      | Emil Ibrahimov      | Ucraina     | 10"61           |      |
| -         | 6      | Reto Amaru Schenkel | Svizzera    | dns             |      |
|           |        |                     |             | Vento: +0,6 m/s |      |

### Semifinali
Oltre ai quindici atleti qualificatisi nel primo turno, accedono direttamente alle semifinali i nove atleti che avevano il miglior ranking europeo prima della manifestazione. Questi atleti sono: Jimmy Vicaut, Jak Ali Harvey, Julian Reus, Bruno Hortelano, Churandy Martina, Christophe Lemaitre, James Ellington, Stuart Dutamby e Emre Zafer Barnes.
Passano in finale i primi 2 in ogni batteria (Q) e i 2 migliori tempi (q).

#### Semifinale 1
| Posizione | Corsia | Nome                   | Nazionalità   | Tempo           | Note                                     |
| --------- | ------ | ---------------------- | ------------- | --------------- | ---------------------------------------- |
| 1         | 4      | Jimmy Vicaut           | Francia       | 10"03           | Q                                        |
| 2         | 7      | James Ellington        | Gran Bretagna | 10"04           | Q                                        |
| 3         | 5      | Ramil Guliyev          | Turchia       | 10"07           | q                                        |
| 4         | 8      | Solomon Bockarie       | Paesi Bassi   | 10"13           | q                                        |
| 5         | 6      | Lucas Jakubczyk        | Germania      | 10"16           | Miglior prestazione personale stagionale |
| 6         | 9      | Massimiliano Ferraro   | Italia        | 10"26           | =                                        |
| 7         | 2      | Przemyslaw Slowikowski | Polonia       | 10"27           | Miglior prestazione personale            |
| 8         | 3      | Jan Veleba             | Rep. Ceca     | 10"28           | Miglior prestazione personale stagionale |
|           |        |                        |               | Vento: +1,5 m/s |                                          |

#### Semifinale 2
| Posizione | Corsia | Nome                  | Nazionalità   | Tempo           | Note                                   |
| --------- | ------ | --------------------- | ------------- | --------------- | -------------------------------------- |
| 1         | 7      | Jak Ali Harvey        | Turchia       | 10"04           | Q                                      |
| 2         | 4      | Churandy Martina      | Paesi Bassi   | 10"16           | Q                                      |
| 3         | 8      | Filippo Tortu         | Italia        | 10"19           | Miglior prestazione nazionale under 20 |
| 4         | 5      | Ojie Edoburun         | Gran Bretagna | 10"20           |                                        |
| 5         | 6      | Stuart Dutamby        | Francia       | 10"26           |                                        |
| 6         | 3      | Rytis Sakalauskas     | Lituania      | 10"40           |                                        |
| 7         | 9      | Remigiusz Olszewski   | Polonia       | 10"56           |                                        |
| 8         | 2      | Ángel David Rodríguez | Spagna        | 12"13           |                                        |
|           |        |                       |               | Vento: +0,6 m/s |                                        |

#### Semifinale 3
| Posizione | Corsia | Nome              | Nazionalità   | Tempo           | Note |
| --------- | ------ | ----------------- | ------------- | --------------- | ---- |
| 1         | 7      | Richard Kilty     | Gran Bretagna | 10"15           | Q    |
| 2         | 5      | Bruno Hortelano   | Spagna        | 10"22           | Q    |
| 3         | 4      | Julian Reus       | Germania      | 10"22           |      |
| 4         | 6      | Emre Zafer Barnes | Turchia       | 10"31           |      |
| 5         | 9      | Hensley Paulina   | Paesi Bassi   | 10"33           |      |
| 6         | 3      | Alex Wilson       | Svizzera      | 10"34           |      |
| 7         | 2      | Ján Volko         | Slovacchia    | 10"43           |      |
| 8         | 8      | János Sipos       | Ungheria      | 10"47           |      |
|           |        |                   |               | Vento: -0,4 m/s |      |

### Finale
| Pos. | Corsia | Nome             | Nazionalità   | Tempo          | Note                                     |
| ---- | ------ | ---------------- | ------------- | -------------- | ---------------------------------------- |
|      | 8      | Churandy Martina | Paesi Bassi   | 10"07          | Miglior prestazione personale stagionale |
|      | 5      | Jak Ali Harvey   | Turchia       | 10"07          |                                          |
|      | 6      | Jimmy Vicaut     | Francia       | 10"08          |                                          |
| 4    | 9      | Bruno Hortelano  | Spagna        | 10"12          |                                          |
| 5    | 7      | James Ellington  | Gran Bretagna | 10"19          |                                          |
| 6    | 3      | Ramil Guliyev    | Turchia       | 10"23          |                                          |
| 7    | 2      | Solomon Bockarie | Paesi Bassi   | 10"25          |                                          |
| -    | 4      | Richard Kilty    | Gran Bretagna | dq             | R 162.7                                  |
|      |        |                  |               | Vento: 0,0 m/s |                                          |